# 老人斑
老人斑是出現在皮肤上的斑点，老人斑的出現与衰老和暴露在太阳下的紫外线辐射有关。老人斑的颜色从浅褐色到红色或黑色不等，且出現在人體最经常暴露在阳光下的部位，特别是手、脸、肩膀、手臂和前额上，如果一個人是秃头，其头皮上亦有可能出現老人斑。
老人斑一度被错误地认为是由肝脏问题引起的，但老人斑与肝脏问题無關。一個人从40岁起，其暴露在阳光下的皮肤的再生能力開始下降，这个年龄段的人出現老人斑的情況其實非常常见，尤其是經常在阳光下呆的人更容易出現老人斑。
在绝大多数情况下，老人斑不会对人体造成威胁，出現老人斑的人也不需要治疗，但老人斑偶尔也会影响到對皮肤癌的檢測和發現。尽管老人斑是一种良性疾病，但有些人认为老人斑非常难看，並想方設法将其去除。这可以通过电外科手术、激光治疗、冷冻疗法或使用去色剂，如对苯二酚、維A酸、局部半胱胺（topical cysteamine）、壬二酸或α-羟基酸来去除老年斑。